# Важка атлетика на літніх Олімпійських іграх 1960
Змагання з важкої атлетики на літніх Олімпійських іграх 1960 тривали з 7 до 10 вересня в Малому палаці спорту. Змагалися тільки чоловіки. Розіграно 7 комплектів нагород.

## Медальний залік
| Дисципліни  | Золото                    | Срібло                  | Бронза                        |
| ----------- | ------------------------- | ----------------------- | ----------------------------- |
| До 56 кг    | Чарлз Вінчі · США         | Йосінобу Міяке · Японія | Есмаїл Елмха · Іран           |
| До 60 кг    | Євген Мінаєв · СРСР       | Айзек Берґер · США      | Себастьяно Манніроні · Італія |
| До 67,5 кг  | Віктор Бушуєв · СРСР      | Тан Хоу Лян · Сінгапур  | Абдул-Вахід Азіз · Ірак       |
| До 75 кг    | Олександр Куринов · СРСР  | Томмі Коно · США        | Дєзе Вереш · Угорщина         |
| До 82,5 кг  | Іреніуш Палінскі · Польща | Джим Джордж · США       | Ян Бохенек · Польща           |
| До 90 кг    | Аркадій Воробйов · СРСР   | Трохим Ломакін · СРСР   | Луїс Мартін · Велика Британія |
| Понад 90 кг | Юрій Власов · СРСР        | Джеймс Бредфорд · США   | Норберт Шеманскі · США        |

## Таблиця медалей
| Місце                | Країна                | Золото | Срібло | Бронза | Загалом |
| -------------------- | --------------------- | ------ | ------ | ------ | ------- |
| 1                    | СРСР (URS)            | 5      | 1      | 0      | 6       |
| 2                    | США (USA)             | 1      | 4      | 1      | 6       |
| 3                    | Польща (POL)          | 1      | 0      | 1      | 2       |
| 4                    | Сінгапур (SIN)        | 0      | 1      | 0      | 1       |
| 4                    | Японія (JPN)          | 0      | 1      | 0      | 1       |
| 6                    | Ірак (IRQ)            | 0      | 0      | 1      | 1       |
| 6                    | Іран (IRI)            | 0      | 0      | 1      | 1       |
| 6                    | Італія (ITA)          | 0      | 0      | 1      | 1       |
| 6                    | Велика Британія (GBR) | 0      | 0      | 1      | 1       |
| 6                    | Угорщина (HUN)        | 0      | 0      | 1      | 1       |
| Загалом (10 збірних) | Загалом (10 збірних)  | 7      | 7      | 7      | 21      |